# Edmund II van Engeland
Edmund (of Edmond) II Ironside van Engeland (Wessex, circa 990 - Londen, 30 november 1016) was de zoon van koning Ethelred II.
Na de dood van zijn oudere broer Aethelstan in 1014 kwam Edmund in conflict met zijn vader. Ethelred liet in 1015 twee van Edmunds bondgenoten vermoorden. Een van de slachtoffers was Sigeferth en Ethelred liet zijn weduwe in een abdij opsluiten. Edmund bevrijdde de weduwe en trouwde met haar. Samen met Uhtred van Northumbria bereidde Edmund een opstand voor maar de inval van Knoet de Grote in 1016 gooide alle plannen in de war. Uhtred onderwierp zich aan Knoet en Edmund verzoende zich met zijn vader.
In 1016 overleed de zieke Ethelred en werd Edmund in Londen tot koning gekozen. Edmund wist Knoets troepen van Londen te verdrijven maar werd op 18 oktober vernietigend verslagen in de slag bij Ashingdon. Edmund sloot een overeenkomst met Knoet dat hij Wessex zou besturen en Knoet de rest van het land, waarbij de Theems de grens vormde. Het verdrag bepaalde dat als een van beiden zou sterven, de ander geheel Engeland zou erven. Edmund stierf nog in 1016 en werd begraven in de abdij van Glastonbury. Knoet de Grote volgde hem zoals afgesproken op.
Edmund trouwde in 1015 met Ealdgyth Morcarsdotter. Zij kregen twee zoons: Edmund en Eduard Ætheling. De kinderen werden in 1016 door Knoet naar Zweden gezonden om daar te worden gedood. Koning Olof II van Zweden stuurde ze echter naar Kiev, met Andreas I van Hongarije zouden ze in 1046 naar Hongarije zijn getrokken. Edmund zou daar zijn overleden.
- Gemeinsame Normdatei: 119009293
- International Standard Name Identifier: 0000 0000 5489 3749
- Library of Congress Control Number: n85068382
- Virtual International Authority File: 23566608
- WorldCat: E39PBJtcBwwj7kHjMYbmQykbh3